# دير المقبولي (الحديدة)
دير المقبولي هي إحدى قرى مديرية المنصورية، التابعة لمحافظة الحديدة اليمنية، بلغ تعداد سكانها 1294 نسمة حسب الإحصاء الذي أجري عام 2004.
سميت بدير المقبولي نسبة للجد المقبولي هو أول من سكنها متواجدين احفاده في نفس القرية حتى الآن وهم حسن محمد يحي مقبولي وعلي محمد يحي مقبولي  والمقبول باري 
ملقبين بعائلة البره 
احفاد الأحفاد 
محمد حسن بره 
علوان حسن بره 
أحمد مقبول باري 
صالح مقبول باري 

أصولهم ترجع سادة بن عم بيت الاهدل